# Sánchez Barcáiztegui (SB)
El destructor Sánchez Barcáiztegui (SB) era un buque de la Armada Española perteneciente a la 1ª serie de la clase Churruca que participó en la guerra civil en el bando gubernamental.
Recibía su nombre en honor al Capitán de navío Victoriano Sánchez Barcáiztegui, nacido en Ferrol en 1826 y caído en combate frente a Motrico en 1875 

## Historial
En este buque anclado en el puerto de Barcelona y convertido momentáneamente en prisión, fue recluido Manuel Azaña en 1934 bajo la acusación de ser instigador de la revolución de Asturias.
En 1935, trasladó desde Ceuta a su Alteza Imperial, el Gran Jalifa en visita oficial a Málaga.
En julio de 1936 se encontraba en Cartagena, al mando del capitán de fragata Fernando Bastarrache. En la noche del 17 se reciben en la base órdenes del Ministro de Marina de destacar los destructores para bloquear los puertos del Protectorado Español en Marruecos. A las 23:00 horas sale el buque, con destino a Melilla, donde debía reunirse con los destructores Lepanto y Almirante Valdés. Una vez frente a Melilla, en la mañana del 19, el comandante del buque, junto al del Almirante Valdés, deciden entrar en el puerto y unirse a la sublevación. Una vez amarrado el buque el comandante lee la proclama del general Franco a la tripulación. En ese momento las dotaciones del Almirante Valdés y del Sánchez Barcáiztegui fuerzan la salida del puerto de los buques. Una vez en mar abierto, el comandante y oficialidad son detenidos, tomando el mando el alférez de navío Álvaro Calderón, dirigiéndose el buque a Málaga.
Fue uno de los más activos durante la contienda. El Barcáiztegui participó en las operaciones iniciales en el estrecho luego en diversas operaciones en el Mediterráneo. 
El 12 de julio de 1937, junto a los destructores Lepanto, Churruca, Almirante Miranda, Almirante Valdés y Gravina, mantuvieron un duelo artillero con el crucero Baleares, mientras los destructores, escoltaban al petrolero Campillo, en el que ambos bandos, se retiraron tras una hora de cañoneo, el Baleares, tras descubrir que sus cañones, se sobrecalentaban tras 50 disparos.
El 17 de septiembre de 1937, mientras escoltaba a los transportes Jaime II y JJ Sister, junto a los destructores Almirante Antequera, Gravina y Escaño, con este último averiado por un bombardeo aéreo, se enfrentó al Canarias, que consiguió un impacto en el Barcáiztegui.
En la batalla del cabo de Palos, en compañía de los destructores Almirante Antequera y Lepanto disparó cuatro torpedos al Baleares.
El Barcáíztegui fue gravemente averiado por una bomba el 5 de marzo de 1939 tras un bombardeo por cinco trimotores Savoia-Marchetti SM.79, en el que también resultaron dañados los destructores Alcalá Galiano y Lazaga.
El 28 de febrero de 1947 a las dos de la tarde el buque, que efectuaba su salida por la ría de Ferrol, causó el hundimiento de la lancha de Mugardos Generalísimo Franco que así se llamaba la embarcación siniestrada, ésta se hundió rápidamente causando la muerte de trece personas, doce de entre ellas eran mujeres y un hombre. La causa del siniestro y según testigos oculares, fue debida al parecer, a la velocidad del destructor; pero hasta la fecha se desconocen oficialmente las causas de la catástrofe que no deja de ser relevante. 
Fue dado de baja en 1964, vendido en subasta pública el 7 de octubre de 1965 y posteriormente fue desguazado.

### Buques de la clase
- ARA Cervantes
- ARA Juan de Garay
- José Luis Díez
- Almirante Ferrándiz
- Lepanto
- Churruca
- Alcalá Galiano
- Almirante Valdés
- Almirante Antequera
- Almirante Miranda
- Císcar
- Escaño
- Gravina
- Jorge Juan
- Ulloa

### Buques similares
- Clase Scott

### Listas relacionadas
- Anexo:Destructores de España